# Netelia orientalis
Netelia orientalis är en stekelart som först beskrevs av Cameron 1905.  Netelia orientalis ingår i släktet Netelia och familjen brokparasitsteklar. Inga underarter finns listade i Catalogue of Life.